# Алеутська мова
Алеутська мова (Unangam Tunuu, Уна́ӈам тунуу́) — ескімосько-алеутська мова, поширена на островах між Аляскою та Камчаткою. Станом на 2007 рік залишилося 150 носіїв алеутської мови.
На письмі для алеутської мови використовують абетку на основі латинки із 25 літер (4 голосних та 21 приголосоного):
| A a | B b | Ch ch | D d | F f | G g | Ĝ ĝ | X x |
| X̂ x̂ | H h | I i   | K k | L l | M m | N n | O o |
| Q q | R r | S s   | T t | U u | V v | W w | Y y |
| Z z |     |       |     |     |     |     |     |